# Gregory Garza
Gregory Martín Garza Early (Grapevine, Texas, Estados Unidos, 16 de agosto de 1991), más conocido como Greg Garza, es un futbolista estadounidense de ascendencia mexicana. Juega como lateral izquierdo. Es internacional absoluto por la selección de Estados Unidos desde 2014.

## Trayectoria
Greg se formó en las categorías inferiores del São Paulo, posteriormente, pasaría a las inferiores del FC Dallas, y finalmente, pasó varios años con el Sporting de Lisboa de Portugal, en el equipo de reservas; pero no se le ofreció un contrato con el primer equipo. Como resultado, el Estoril Praia de la Liga de Honra, segunda división de Portugal, le ofreció un contrato de dos años, el cual firmó en agosto del 2010.
El 21 de diciembre del 2011, firmó con el Club Tijuana de la Primera División Mexicana. Garza consiguió su primer gol como profesional el 15 de noviembre de 2012, anotando el gol de la victoria en el partido en que Tijuana venció al Monterrey por el partido de ida de los cuartos de final del Torneo Apertura 2012. En diciembre de 2016 el Atlanta United Football Club anunció su fichaje en forma de préstamo para la temporada 2017.

## Selección nacional
Garza fue convocado a la selección mayor de los Estados Unidos por primera vez el 28 de agosto de 2014 con miras a un partido amistoso frente a la República Checa. Hizo su debut en ese partido, el 3 de septiembre de 2014, ingresando en el segundo tiempo por Timothy Chandler.
Garza fue incluido en la nómina preliminar para la Copa de Oro 2015, haciendo de ésta la primera ocasión en la que fue convocado a un torneo oficial. Fue confirmado en la lista final de 23 jugadores el 23 de junio de 2015. Al debutar en el torneo en el partido por la fase de grupos frente a Haití, Garza comprometió su futuro de manera oficial a los Estados Unidos. No obstante, Garza sería reemplazado en la planilla del conjunto estadounidense para la segunda fase del torneo.

## Estadísticas
Actualizado el 8 de octubre de 2020.
| Estoril Praia Portugal | 2.ª           |               |     |   |    |   |    |   |     |   |
| Estoril Praia Portugal | 2.ª           | 2010-11       | 3   | 0 | 1  | 0 | -  | - | 4   | 0 |
| Estoril Praia Portugal | Total club    | Total club    | 3   | 0 | 1  | 0 | -  | - | 4   | 0 |
| Club Tijuana · México | 1.ª           |               |     |   |    |   |    |   |     |   |
| Club Tijuana · México | 1.ª           | 2011-12       | 5   | 0 | 0  | 0 | -  | - | 5   | 0 |
| Club Tijuana · México | 1.ª           | 2012-13       | 10  | 2 | 7  | 0 | 4  | - | 21  | 2 |
| Club Tijuana · México | 1.ª           | 2013-14       | 19  | 0 | 0  | 0 | 6  | 0 | 25  | 0 |
| Club Tijuana · México | 1.ª           | 2014-15       | 30  | 1 | 1  | 0 | -  | - | 31  | 1 |
| Club Tijuana · México | 1.ª           | 2016          | 2   | 0 | 0  | 0 | -  | - | 2   | 0 |
| Club Tijuana · México | Total club    | Total club    | 66  | 3 | 8  | 0 | 10 | 2 | 84  | 3 |
| Atlas de Guadalajara · México | 1.ª           |               |     |   |    |   |    |   |     |   |
| Atlas de Guadalajara · México | 1.ª           | 2015          | 3   | 0 | 2  | 0 | -  | - | 5   | 0 |
| Atlas de Guadalajara · México | Total club    | Total club    | 3   | 0 | 2  | 0 | -  | - | 5   | 0 |
| Atlanta United Estados Unidos | 1.ª           |               |     |   |    |   |    |   |     |   |
| Atlanta United Estados Unidos | 1.ª           | 2017          | 26  | 2 | -  | - | -  | - | 26  | 2 |
| Atlanta United Estados Unidos | 1.ª           | 2018          | 16  | 1 | -  | - | -  | - | 16  | 1 |
| Atlanta United Estados Unidos | Total club    | Total club    | 42  | 3 | 0  | 0 | -  | - | 42  | 3 |
| FC Cincinnati Estados Unidos | 1.ª           |               |     |   |    |   |    |   |     |   |
| FC Cincinnati Estados Unidos | 1.ª           | 2019          | 13  | 0 | -  | - | -  | - | 13  | 0 |
| FC Cincinnati Estados Unidos | 1.ª           | 2020          | 9   | 0 | -  | - | -  | - | 9   | 0 |
| FC Cincinnati Estados Unidos | Total club    | Total club    | 22  | 0 | 0  | 0 | -  | - | 22  | 0 |
| Total carrera | Total carrera | Total carrera | 136 | 6 | 11 | 0 | 10 | 0 | 157 | 6 |
| (1)Incluye datos de los torneos Apertura y Clausura de la Liga MX (2)Incluye datos de la Copa de la Liga de Portugal (2010/11); la Copa MX (2012/13) (3)Incluye datos de la Concacaf Liga de Campeones (2013/14, 2014/15); la Copa Libertadores de América (2012/13) |               |               |     |   |    |   |    |   |     |   |

## Palmarés

### Campeonatos nacionales
| Título          | Club         | País   | Año  |
| --------------- | ------------ | ------ | ---- |
| Torneo Apertura | Club Tijuana | México | 2012 |